# Broutona
Broutona (en ruso, Броутона, y en japonés, Buroton) es una isla rusa en el archipiélago de las Kuriles. Tiene una superficie de aproximadamente 7 km². Pertenece al grupo de las Kuriles meridionales.

## Geografía
La isla de Broutona se encuentra entre las coordenadas geográficas siguientes:
- latitud: 46°43' N,
- longitud: 150°45' E,
- máxima altitud: 800 m s. n. m.

Al sureste se encuentran las dos islas Chernie Bratia, Chirpoy y Brat Chirpoyev. El estrecho de Bussol separa la isla del grupo de las Kuriles centrales.
Administrativamente es controlada por el óblast de Sajalín.
- Datos: Q991004
- Multimedia: Broutona / Q991004